# Удар де Ламотт, Шарль Антуан
Шарль Антуан Удар де Ламотт (фр. Charles Antoine Houdar de La Motte; 1773—1806) — французский военный деятель, полковник (1805 год), участник революционных и наполеоновских войн. Имя полковника выбито на Триумфальной арке в Париже, также его именем названа одна из улиц столицы Франции.

## Биография
Родился в семье Луи Антуана Удар де Ламотта (фр.  Louis Antoine Houdar de la Motte; 1744—1821), работавшего клерком у герцога де ля Врильера, и его супруги Марии Леде (фр. Marie Marguerite Ledée; 1744—1821). Будущий полковник также был внучатым племянником академика Антуана Удар де Ламотта. Шарль собирался поступить на должность суперинтенданта короны, где его отец снискал репутацию человека чести и мастерства, когда революционная буря разогнала всех, кто близко или издалека был связан с судом.
6 октября 1793 года записался на военную службу гренадером 6-го батальона волонтёров Парижа, вошедшего путём «амальгамы» в состав 181-й линейной полубригады, а затем 78-й полубригады. Под началом генералов Клебера, Лефевра и Журдана сражался в рядах Северной и Самбро-Маасской армий. Отличился в сражении при Флёрюсе.
Был переведён на штабную службу, и зачислен в состав Армии Италии, где с 20 апреля 1797 года исполнял функции адъютанта генерала Барагэ д'Илье. Участвовал в боевых действиях в Тироле. Весной 1798 года определён в состав Восточной армии Бонапарта и принял участие в Египетской экспедиции. На обратном пути во Францию захвачен 27 июня 1798 года в плен англичанами и получил свободу только в июле 1799 года. После освобождения сражался в рядах Рейнской армии и Армии Граубюндена. Участвовал в сражении при Гогенлиндене. Продолжал выполнять функции адъютанта генерала Барагэ д'Илье.
1 февраля 1805 года произведён в полковники, и назначен командиром 36-го полка линейной пехоты, с которым принимал участие в Австрийской кампании 1805 года в составе дивизии Сент-Илера. 2 декабря 1805 года прославился со своим полком в сражении при Аустерлице, где получил ранение. После выздоровления присоединился к корпусу маршала Сульта в Пруссии и 14 октября 1806 года участвовал в сражении при Йене. Успешно атаковав хорошо окопавшегося неприятеля, Шарль бросился на помощь другому полку, оказавшемуся в тяжёлом положении, но был убит пушечным ядром. Узнав об этой потере, Наполеон воскликнул: «Мне очень жаль. Он имел все качества, чтобы стать великим воином».

## Воинские звания
- Гренадер (6 октября 1793 года);
- Младший лейтенант (3 июня 1796 года);
- Лейтенант (2 августа 1798 года);
- Капитан (3 февраля 1799 года);
- Командир эскадрона (3 июня 1801 года);
- Полковник (1 февраля 1805 года).

## Награды
Легионер ордена Почётного легиона (14 июня 1804 года)
 Коммандан ордена Почётного легиона (25 декабря 1805 года)